# Vedorangelav
Vedorangelav (Caloplaca furfuracea) är en lavart som beskrevs av Hugo Magnusson. Vedorangelav ingår i släktet orangelavar och familjen Teloschistaceae.  Arten är reproducerande i Sverige. Inga underarter finns listade i Catalogue of Life.